# E. W. Emo
Emerich Walter Emo (né Emerich Josef Wojtek le 11 juillet 1898 - mort le 2 décembre 1975) est un réalisateur et scénariste autrichien, spécialisé dans les comédies.

## Biographie
Emerich Josef Wojtek naît à Seebarn, près de Grafenwörth en Autriche. Il est le fils d'un enseignant.
Wojtek fréquente l'école secondaire provinciale (Landesrealschule) à Krems an der Donau et fait son service militaire pendant la Première Guerre mondiale. En 1919, il travaille d'abord comme acteur, puis comme assistant à la réalisation et directeur de production, et enfin comme assistant réalisateur. À ce titre, en 1927, il s'installe à Berlin, où il travaille également comme coupeur et dramaturge avec un certain nombre de réalisateurs différents.
En 1928, il réalise son premier film dramatique, Flitterwochen (Lune de miel). Après cela, il réalise de nombreux films de divertissement légers et, avec l'avènement des films sonores, il tourne également plusieurs comédies musicales et opérettes. En tant que réalisateur, Emo contribue beaucoup à la popularité d'acteurs tels que Paul Hörbiger, Theo Lingen et surtout Hans Moser, qui est apparu 21 fois dans ses films.
En 1936, Emo fonde à Berlin, avec Paul Hörbiger et le consul autrichien Karl Künzel, la société Algefa-Film. La même année, il change officiellement son nom en Emerich Walter Emo. Il dirige ensuite la société cinématographique Emo-Film.
À l'époque du gouvernement national-socialiste, il est considéré comme l'un des principaux réalisateurs de Wien-Film, où il continue à faire des comédies légères, souvent avec Hans Moser, à qui il laisse une grande latitude d'improvisation. Dans nombre de ses films, Emo critique également les clichés du Wiener Film (le "film viennois" populaire, sentimental et nostalgique standard), par exemple dans Anton der letzte (Anton le Dernier, 1939) et dans Liebe ist zollfrei (L'amour est hors taxes 1941), où il représente la haute société de Vienne non pas comme vulgaire, mais comme snob et malveillante.
Le seul film expressément propagandiste d'Emo est Wien 1910 (1943), qui est réalisé avec l'intention, par sa représentation déformée de la politique de Vienne autour de l'antisémite Karl Lueger et du nationaliste allemand Georg Ritter von Schönerer, de légitimer l'Anschluss d'Autriche par l'Allemagne. Cependant, la tentative échoue car le film est encore trop "autrichien" pour les nationaux-socialistes. Il est donc interdit de le diffuser dans l'Ostmark.[réf. souhaitée]
Emo fait quelques autres films après la fin de la Seconde Guerre mondiale.
Il a épousé l'actrice allemande Anita Dorris en 1930. Leur fille est l'actrice Maria Emo (née en 1936).
EW Emo meurt le 2 décembre 1975 à Vienne d'artériosclérose.

## Filmographie partielle
- 1928 : Flitterwochen
- 1928 : Polnische Wirtschaft
- 1929 : Zwischen vierzehn und siebzehn – Sexualnot der Jugend
- 1929 : Mein Traum wär ein Mädel
- 1929 : Was kostet Liebe?
- 1929 : Spelunke
- 1929 : 1. Klangfilm
- 1929 : Im Prater blühen wieder die Bäume
- 1930 : Heute nacht – eventuell
- 1930 : Der Hampelmann / Der Liebesautomat
- 1930 : Zweimal Hochzeit
- 1931 : A Minha Noite de Núpcias
- 1931 : A Mulher Que Ri
- 1931 : Lo mejor es reir
- 1931 : Der unbekannte Gast
- 1931 : Ich heirate meinen Mann
- 1931 : Der Storch streikt
- 1932 : Fräulein – falsch verbunden
- 1932 : Moderne Mitgift
- 1932 : Das Testament des Cornelius Gulden / Eine Erbschaft mit Hindernissen
- 1932 : Der Frauendiplomat
- 1933 : Marion, das gehört sich nicht
- 1933 : ...und wer küßt mich?
- 1933 : Kleines Mädel – großes Glück
- 1934 : Der Herr ohne Wohnung
- 1934 : Jungfrau gegen Mönch
- 1934 : Gern hab' ich die Frau'n geküßt / Paganini
- 1934 : Der Doppelgänger
- 1935 : Endstation
- 1935 : Der Himmel auf Erden
- 1935 : Petersburger Nächte. Walzer an der Newa
- 1935 : Knox und die lustigen Vagabunden / Zirkus Saran
- 1935 : Familie Schimek
- 1935 : Der Vogelhändler
- 1936 : Drei Mäderl um Schubert (auch Drehbuch)
- 1936 : Un baiser aux enchères
- 1936 : Schabernack / Wer ist wer?
- 1936 : Die Puppenfee
- 1936 : Fiakerlied
- 1937 : Die unentschuldigte Stunde
- 1937 : Die Austernlilli
- 1937 : Die verschwundene Frau
- 1937 : Musik für dich
- 1937 : Die glücklichste Ehe der Welt
- 1937 : Der Mann, von dem man spricht
- 1938 : 13 Stühle
- 1938 : Der Optimist
- 1938 : Anton, der Letzte
- 1939 : Unsterblicher Walzer
- 1940 : Meine Tochter lebt in Wien
- 1940 : Der liebe Augustin
- 1941 : Liebe ist zollfrei
- 1942 : Wien 1910
- 1942 : Zwei glückliche Menschen
- 1943 : Reisebekanntschaft
- 1943 : Schwarz auf weiß
- 1945 : Freunde
- 1948 : Alles Lüge
- 1948 : Kleine Melodie aus Wien
- 1949 : Nichts als Zufälle
- 1949 : Es lebe das Leben
- 1949 : Um eine Nasenlänge
- 1950 : Jetzt schlägt's 13
- 1950 : Es liegt was in der Luft
- 1950 : Der Theodor im Fußballtor
- 1951 : Hilfe, ich bin unsichtbar!
- 1952 : On se tirera d'affaire (de)
- 1953 : Fräulein Casanova
- 1953 : Irene in Nöten
- 1953 : Damenwahl
- 1956 : Husarenmanöver
- 1956 : K. u. K. Feldmarschall
- 1957 : Ober, zahlen!
- 1958 : Wenn die Bombe platzt